# José Duarte Junqueira Rato
José Duarte Junqueira Rato (Lisboa, 11 de abril de 1889 — ?) foi capitão-tenente da Marinha Portuguesa e governou de 8 de julho de 1926 a 31 de agosto de 1928 a Colónia de São Tomé e Príncipe.

## Biografia
Filho de Duarte José Moreira Rato (nascido em 1844) e Maria da Conceição e Silveira Junqueira (nascida em 1845). Casou com Palmira Ferreira de Castro e tiveram 4 filhos.
Enquanto governador esteve directamente envolvido na minimização das tensões entre a famosa Liga dos Interesses Indígenas de S.Tomé e Príncipe e as autoridades coloniais. Liga dos Interesses Indígenas é dissolvida sob ordem do governador em dezembro de 1926.